# دانيال دوترا دا سيلفا
دانيال دوترا دا سيلفا (بالبرتغالية: Daniel Dutra Silva‏) مواليد 5 يوليو 1988 في ساو باولو، هو لاعب كرة مضرب برازيلي بدأ مسيرته كمحترف سنة 2007 يلعب باليد اليسرى. أعلى تصنيف له في الفردي كان المركز الـ 231 في سنة 2009. أعلى تصنيف له في الزوجي كان المركز الـ 374 في سنة 2009.

## روابط خارجية
- دانيال دوترا دا سيلفا على موقع رابطة محترفي التنس (الإنجليزية)
- دانيال دوترا دا سيلفا على موقع الاتحاد الدولي لكرة المضرب (الإنجليزية)
- دانيال دوترا دا سيلفا على موقع خلاصة التنس.كوم (الإنجليزية)
- دانيال دوترا دا سيلفا على موقع إي إس بي إن.كوم (الإنجليزية)